# Dragomirești (Dâmbovița)
Pour les articles homonymes, voir Dragomirești.
Dragomirești est une commune du județ de Dâmbovița en Roumanie.